# 다목적 경기장

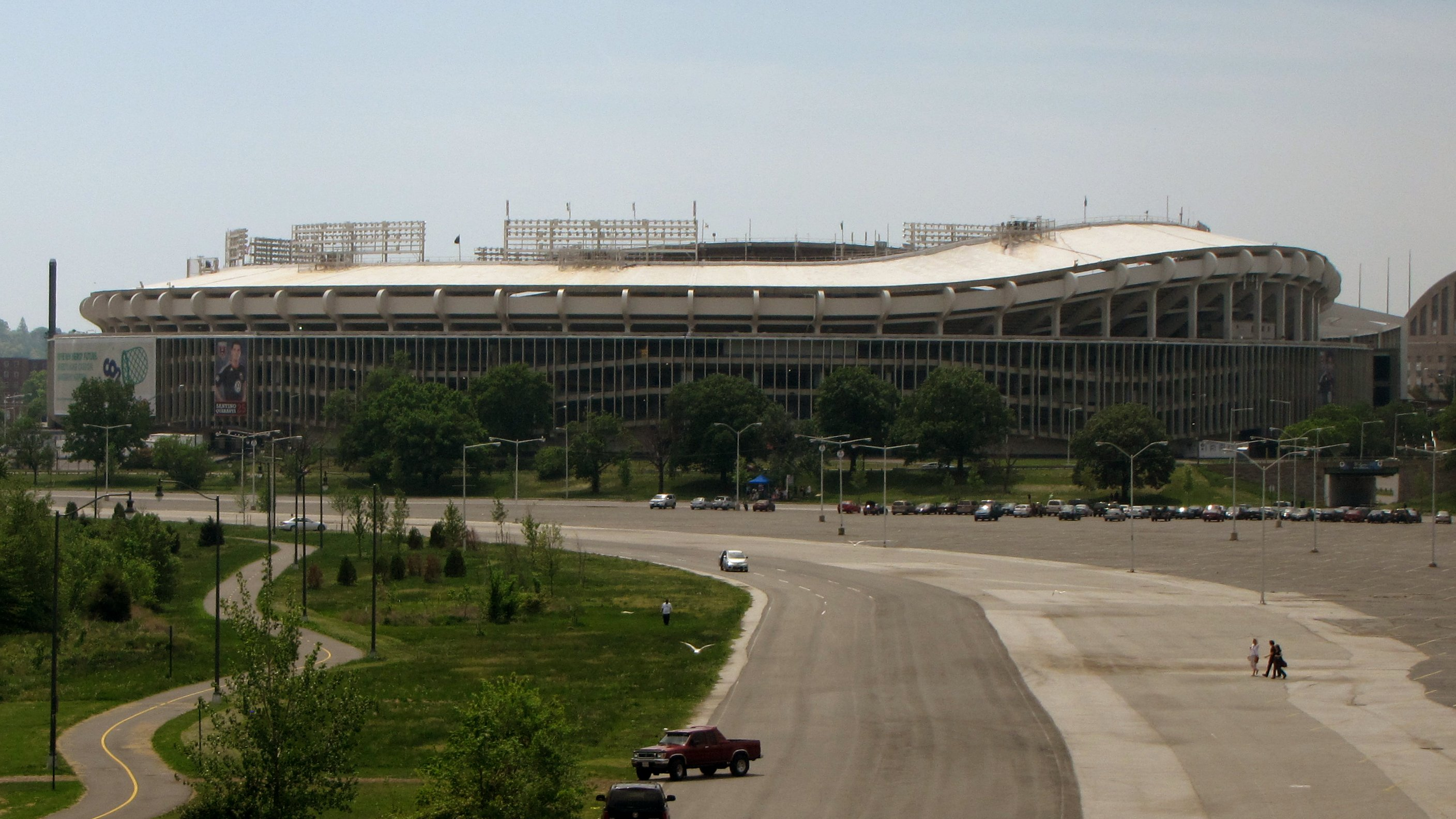
미국 워싱턴 D.C의 다목적 경기장 RFK 스타디움

다목적 경기장(多目的競技場, Multi-purpose stadium)은 한 경기장 내에서 내부 시설 변형을 통해 축구, 미식축구, 럭비, 하키, 야구, 농구, 복싱, 모터스포츠 등 여러 종목의 경기를 동시에 할 수 있는 경기장을 말한다.
특히 미국에서 이런 경기장들이 많이 건설되었으며 축구, 미식축구, 야구, 농구, 복싱, 모터스포츠를 할 수 있었던 워싱턴 D.C.의 RFK 스타디움이 대표적인 다목적 경기장이다. 크립토닷컴 아레나처럼 아이스하키와 농구 종목이 같이 사용하는 경기장도 많다.
다목적 경기장은 축구장, 야구장, 체육관과 같은 여러 종목의 스포츠 시설이 한 부지에 같이 건설되어 스포츠 경기장 종합 단지를 지칭하는 종합운동장과는 구별되며, 주로 메인 스타디움 격인 축구와 육상을 함께 할 수 있도록 건설된 경기장이 많다. 다만 육상 트랙이 설치되기 때문에, 다목적 경기장에서 축구 경기를 열면 관중석에서 그라운드까지 시야가 이격된다는 단점이 있다.
현재 세계에서 가장 큰 다목적 경기장은 조선민주주의인민공화국 평양직할시에 위치한 릉라도5월1일경기장이다.

## 같이 보기
- 축구 경기장
- 야구 경기장
- 농구 경기장
- 종합운동장
- 스타디움
- 아레나
- 돔구장
- 운동장